# Менгарська
Менга́рська (рос. Менгарская) — присілок у складі Ялуторовського району Тюменської області, Росія.
Стара назва — Катуші.
Населення — 67 осіб (2010, 67 у 2002).
Національний склад станом на 2002 рік:
- росіяни — 82 %